# Paul Le Perc Ngoie
Paul Le Perc Ngoie, né à Kinshasa le 21 novembre 1974, est un musicien percussionniste congolais et conseiller chargé de la Culture et Arts au Ministère de la Culture, arts et patrimoine. Il est le chef de l'orchestre congolais Jafrozz.

## Biographie
Paul Le Perc Ngoie est un musicien percussionniste congolais. Il a fait ses études à l'Institut National des Arts de Kinshasa. Il est né le 21 novembre 1974 à Kinshasa où il réside. Il est l'initiateur et leader de l'orchestre congolais Jafrozz.
Ethnomusicologue, il a été professeur d'Afro Jazz et Rythmes de l’Académie d’été de Libramont en Belgique de 2015 en 2018. Il a été découvert pour la première fois par le public il y a plus de 10 ans après avoir signé un featuring avec Bill Clinton Kalonji. Ils ont collaboré autour du titre Ngoma Tempo, une musique mélangeant plusieurs styles dont le Ndombolo.
En 2007, il est cofondateur du Festival JazzKif et en a été le directeur artistique pendant 10 ans,.
Il crée Arts Plus Event en 2008 qui s'occupe de la gestion musicale du groupe Jafrozz et l'organisation de Kinshasa Jazz Festival depuis 2017.
Depuis 2018, il est à la tête de la coordination du Collectif des Artistes et des Culturels,.
Paul Le Perc Ngoie occupe la fonction du président de la zone Afrique centrale de la confédération africaine de musique, Cafrim.
Il a enregistré avec Fally Ipupa le titre Mbonge et a accompagné plusieurs artistes à l'instar de Papa Wamba, King Kester Emeneya, Jean Goubald Kalala, Manu Dibango, Ismaelo, Koffi Olomide, Pierre Vaina.